# Emma Steinbakken
Emma Steinbakken (Jessheim, 10 marzo 2003) è una cantante norvegese.

## Biografia
Emma Steinbakken si è fatta conoscere dopo aver inciso Not Gonna Cry, primo ingresso della cantante nella VG-lista e certificato oro dalla IFPI Norge per aver accumulato 30 000 unità; il brano è contenuto nell'EP d'esordio eponimo (2019).
Due anni più tardi viene presentata Jeg glemmer deg aldri (fra Rådebank), arrivata in cima alla hit parade norvegese e candidata per lo Spellemannprisen alla canzone dell'anno. Ha poi inciso la raccolta Hver gang vi møtes 2023 (2023), classificatasi al 4º posto e certificata triplo platino per aver superato la soglia delle 60 000 unità equivalenti; il progetto contiene Floden, vincitrice dello Spellemannprisen alla canzone dell'anno, e Delilah, rimasta al vertice della hit parade per tre settimane di fila e certificata triplo platino. Emma Steinbakken è stata inoltre premiata con lo Spellemannprisen alla rivelazione dell'anno.
Not You, un duetto con Alan Walker, ha trovato successo oltreoceano, finendo al 4º posto della Indonesia Songs. Home (2023), il suo album in studio d'esordio, ha esordito alla 2ª posizione della classifica norvegese, per poi ottenere la certificazione di platino.

## Discografia

### Album in studio
- 2023 – Home
- 2024 – Emmas Jul

### EP
- 2019 – Emma Steinbakken
- 2025 – Hurt People

### Raccolte
- 2023 – Hver gang vi møtes 2023

### Singoli
- 2019 – Young
- 2019 – Without You
- 2019 – Not Gonna Cry
- 2020 – Let's Blow Our Feelings Up with Dynamite
- 2020 – Dance
- 2020 – September
- 2020 – Wow (con Matoma)
- 2021 – Jeg glemmer deg aldri (fra Rådebank)
- 2021 – Self (con Robert Grace)
- 2021 – Sorry
- 2022 – Hopelessly Hopeless
- 2022 – This One's on Me
- 2022 – Bap (con i Broiler e Kamelen)
- 2022 – Can't Fight This Feeling
- 2023 – Mysteriet deg (con Isah)
- 2023 – Eg ventar på din kjærlighet (con Ingebjørg Bratland feat. Karoline Kruger)
- 2023 – Parents
- 2023 – When You're Lonely (con i Vize)
- 2023 – Hold My Breath
- 2023 – <3
- 2023 – Hjemme for meg
- 2024 – Vår kärlek (con Lancelot)
- 2024 – En sista chans (con Molly Hammar)
- 2024 – Boy
- 2024 – Hurt People
- 2024 – Himmel på jord
- 2025 – All I Have to Do Is Dream
- 2025 – Alle vi til himmelen (con Synne Vo)